# ویت لند (کالیفرنیا)
ویت لند (به انگلیسی: Wheatland) شهری در شهرستان یوبا ایالت کالیفرنیا است که در سرشماری سال ۲۰۱۰ میلادی، ۳۴۵۶ نفر جمعیت داشته است.